# Anochetus peracer
Anochetus peracer är en myrart som beskrevs av Brown 1978. Anochetus peracer ingår i släktet Anochetus och familjen myror. Inga underarter finns listade i Catalogue of Life.